# Klötze Nord
Klötze Nord ist ein Wohnplatz der Stadt Klötze im Altmarkkreis Salzwedel in Sachsen-Anhalt.

## Geografie
Der ehemalige Ortsteil Klötze Nord liegt etwa 2½ Kilometer nördlich der Innenstadt von Klötze.

## Geschichte
Die erste Nennung des Ortsnamens Klötze Nord wird im Zusammenhang mit der Errichtung der Strecke Klötze–Wernstedt der Altmärkischen Kleinbahn vermutet, die hier eine gleichnamige Haltestelle hatte. In den Jahren 1970 und 1973 wurde der Ortsteil Klötze Nord erwähnt. Später ist Klötze Nord als Wohnplatz aufgeführt.